# Cavendishia talamancensis
Cavendishia talamancensis är en ljungväxtart som beskrevs av J.L. Luteyn. Cavendishia talamancensis ingår i släktet Cavendishia och familjen ljungväxter. Inga underarter finns listade i Catalogue of Life.